# 206
206 (CCVI na numeração romana) foi um ano comum do século III do Calendário Juliano, da Era de Cristo, teve início a uma quarta-feira  e terminou também a uma quarta-feira e a sua letra dominical foi E (52 semanas)
| Ano completo                        |
| ----------------------------------- |
| Ano comum com início à quarta-feira |

## Eventos
- A cidade de Gades, actual Cádiz, através de um pacto, entrega-se ao poder de Roma. Com esta rendição, termina a II Guerra Púnica e o domínio cartaginês na Península Ibérica.